# 1+1 (قناة تلفزيونية)
«1+1» (تقرأ (بالأوكرانية: один плюс один)) هي قناة تلفزيونية وطنية تبث باللغة الأوكرانية ، مملوكة لمجموعة (1 + 1 Media Group) يملكها رجل الأعمال الأوكراني إيخور سوركيس

## حول القناة
- تأسست القناة التلفزيونية في سبتمبر 1995. تم بث برامج إنتاج الاستوديو على UT-1 في سبتمبر من ذلك العام. كقناة مستقلة يأسم "1+1"
- في مارس 2006، تم إطلاق نسخة دولية من قناة (1+1) بأسم (1+1 الدولية)، على الشبكات الأمريكية والكندية.
- في 17 كانون الثاني (يناير) 2017، تبث القناة التلفزيونية بتنسيق 16:9[3]
- في 19 سبتمبر 2019، بدأت القناة بالبت بتقنية HD [4]

## روابط خارجية
- الموقع الرسمي لقناة «1+1»